# Sabine Schwieder

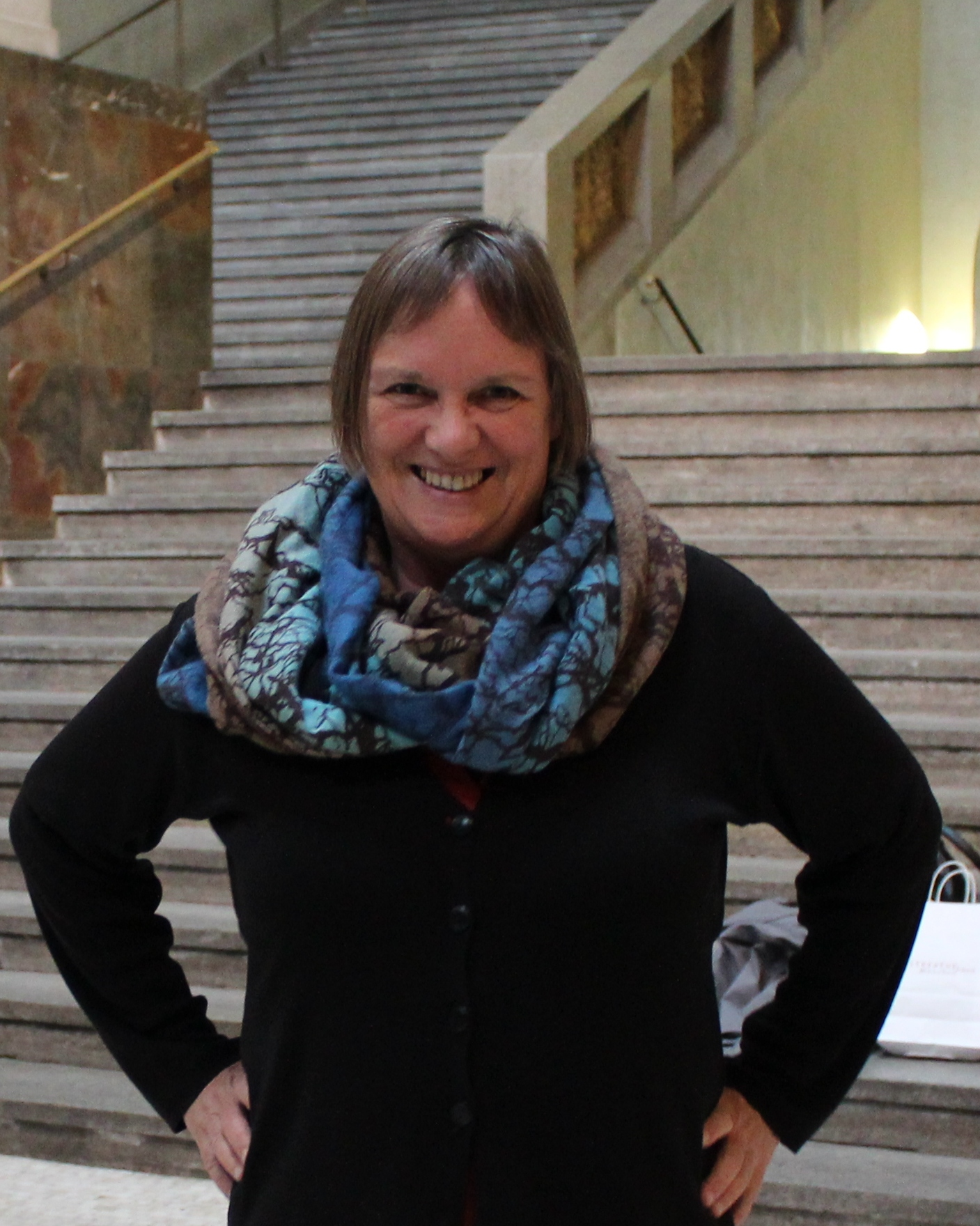
Sabine Schwieder 2018

Sabine Schwieder (* 7. Januar 1961 in Aalen) ist eine deutsche Journalistin und Buchautorin. Sie hat 1993 den Theodor-Wolff-Preis erhalten.

## Leben
Schwieder ist in München und Wiesbaden aufgewachsen. Sie hat ihre Schulausbildung mit Abitur am Otto-von-Taube-Gymnasium in Gauting abgeschlossen. Anschließend absolvierte sie ein Volontariat beim Donaukurier in Ingolstadt. An der Ludwig-Maximilians-Universität in München studierte sie Neuere Deutsche Literatur, Theaterwissenschaften und Neuere Geschichte. Studienbegleitend arbeitete sie u. a. als Reisebegleitung nach Italien und Frankreich. Nach dem Studium absolvierte sie u. a. eine Dramaturgie-Hospitanz in Ingolstadt und ein Praktikum in der PR-Abteilung von Siemens in New York. Von 1988 bis 1994 arbeitete sie als Redakteurin bei der Celleschen Zeitung im Ressort Lokales und Kultur und erhielt 1993 den Theodor-Wolff-Preis für Journalisten. 1995 bis 2002 arbeitete sie als Redakteurin bei der Lippischen Landeszeitung in Bad Salzuflen. Seit 2002 arbeitet sie als freischaffende Redakteurin und Buchautorin.
Schwieder ist verheiratet, hat zwei Töchter und lebt in Kemnat (Ostfildern), wo sie als selbständige Journalistin schreibt.

## Werke

### Bücher
- Sabine und Wolfram Schwieder: Wo ist Bullerbü? Auf den Spuren von Astrid Lindgren durch Schweden. Oetinger Verlag, Hamburg 2006, ISBN 978-3-7891-4723-4.
- Sabine und Wolfram Schwieder: Wunderbare Reise durch Schweden. Auf den Spuren von Nils Holgersson. Nymphenburger Verlag, München 2008, ISBN 978-3-458-35040-8.
- Sabine und Wolfram Schwieder: Schweden. Bildband. DuMont Reiseverlag, Ostfildern 2011, ISBN 978-3-7701-8914-4.
- Sabine und Wolfram Schwieder: Astrid Lindgrens Schweden. Von Bullerbü zur Villa Kunterbunt. 7. Auflage. Reise Know-How Verlag, Bielefeld 2023, ISBN 978-3-8317-3702-4.[1]
- Sabine und Wolfram Schwieder: Zukunftsprojekt Tradition. Immaterielles Kulturerbe in Deutschland. Nach der Konvention der UNESCO. München 2021, ISBN 978-3-95504-996-6.
- Sabine Schwieder: Soul Places Schweden – Die Seele Schwedens spüren. Bielefeld 2024, ISBN 978-3-8317-3908-0.[2]

### Artikel (Auswahl)
- Teebeutel bilden eine Art Schutzhaut. Elena Schmidt stellt gemeinsam mit Susanna Lakner am Kelterberg aus. In: Stuttgarter Zeitung. 25. Oktober 2018, S. 3.
- Fotograf mit dem Blick eines Architekten. In: Stuttgarter Zeitung. 21. November 2018, S. 8.
- Es tut gut, gebraucht zu werden. In: Stuttgarter Nachrichten. 11. März 1919, S. 17.
- Alle schwärmen von der Kameradschaft. In: Stuttgarter Nachrichten. 12. März 2019, S. 16.
- Kinder starben in einem Zwangsarbeiterlager. In: Stuttgarter Nachrichten. 1. April 2019, S. 3.
- Wie es sich anfühlt, anderen die Haare zu föhnen. In: Stuttgarter Zeitung. Filder-Zeitung-Süd. 14. Mai 2019, S. 3.

## Auszeichnungen
Schwieder erhielt 1993 für den Artikel „Mädchentreff. Ausländer in Celle“ den Theodor-Wolff-Preis, den Journalisten-Preis der deutschen Zeitungen.